# Rocade de Cherbourg-en-Cotentin
La rocade de Cherbourg-en-Cotentin est un aménagement routier permettant de contourner et desservir la ville de Cherbourg-en-Cotentin ainsi que son port.

## Composition
La rocade de Cherbourg est un ensemble routier se situant à l'Est de la ville et constitué de trois tronçons principaux d'une longueur totale de 11,2 kilomètres ainsi que de quatre carrefours giratoires :
- L' Axe Nord-Sud long de 5 km[1], prolongation de la route nationale 13 arrivant sur la ville et reliant les communes déléguées La Glacerie et Tourlaville, intégrées à la ville de Cherbourg-en-Cotentin;
- La Déviation Est de Tourlaville longue de 5 km[1];
- Le Barreau de Flamands long de 1,2 km menant tout droit jusqu'au port de Cherbourg[1].

L'ensemble de la rocade faisant partie intégrante de la route nationale 13 (RN 13) et constituant d'ailleurs sa partie finale car reliant Paris à Cherbourg, elle est exploitée par la Direction Interdépartementale des Routes Nord-Ouest (DIRNO).
La rocade est intégralement à 2x2 voies, avec cependant quelques rétrécissements ponctuels à 1 voie dans un sens sur l'Axe Nord-Sud.

## Histoire
L'idée d'une rocade est née dans les années 1990 afin de dévier le trafic routier généré par le port de Cherbourg. Ainsi, les poids-lourds ne passeraient plus dans la ville, ne se mêlant pas au trafic local et gagnant du temps. De plus, cet aménagement augmenterait la sécurité routière de la sortie de Cherbourg. En effet, le tracé de la nationale 13 de l'époque (depuis sa création en 1824) est très sinueux et pentu sur sa portion entre Cherbourg et La Glacerie, depuis intégrée à Cherbourg-en-Cotentin.
Ce projet est entériné par la déclaration d'utilité publique du 30 avril 1998 parue au Journal Officiel Il consiste en la réalisation de quatre phases distinctes :
- Le Barreau des Flamands : Mise en service en février 2001 en 2x1 voies. Mise en 2x2 voies en octobre 2010.
- La Déviation Est de Tourlaville : Mise en service en 2x2 voies de novembre 2003 au 6 juillet 2004.
- Le doublement de la route nationale 132 existante : En effet, la future rocade Est est amenée à occuper une partie du tracé de la route nationale 132, reliant le centre de Cherbourg à son port en contournant Tourlaville. Cette route nationale est vouée à disparaître en temps voulu au profit de la nationale 13. La mise en 2x2 voies est effective à la mi-2005.
- L'Axe Nord-Sud : Déjà existant auparavant, il est mis en 2x2 voies début 2006. Entre les mois d'avril 2018 et juin 2019, cet axe subit d’importants travaux de sécurisation et modernisation, avec notamment la séparation des voies de circulation[3] .

Ainsi, la rocade Est est achevée en 2006 après 5 ans de mises en service successives, et remplit dès lors sa mission de contournement de l’agglomération de Cherbourg jusqu'au port.
En 2009, afin d'harmoniser le tracé et comme indiqué plus haut, la nationale 13 est prolongée jusqu'au port de Cherbourg en lieu et place la partie restante de la route nationale 132, qui est définitivement supprimée après déclassement d'un premier tronçon en 2006. Désormais, la RN13 retrouve son terminus après trois ans d'absence car atteignant le port de 1971 à 2006. Depuis cette date, la rocade Est de Cherbourg fait partie intégrante de la route nationale 13.

## Parcours
Ci-dessous les différentes étapes du parcours en débutant à l'entrée de Cherbourg-en-Cotentin (sens Sud-Nord, en direction du port) : 
N 13 arrivant sur Cherbourg-en-Cotentin, en provenance de Caen/Paris
Début de la rocade
- Carrefour giratoire entre N13, D352 et N2013 : Rond-point André Malraux : 
  - N13 : Saint-Lô, Caen, Rennes, Saint-Joseph, Valognes, Cobra La Percée
  - N2013 :  Cherbourg-Octeville, La Glacerie-Centre, Normandie 1944 - Objectif un Port, Car Ferry. Il s'agit de la pénétrante principale de Cherbourg.
  - D352 : La Glacerie-Village de la Verrerie, Tollevast, Martinvast, La Banque à Genêts

Axe Nord-Sud

 
  Pente à 7 % sur 2 km
- D121 : La Glacerie-Village de l'Église, Les Brulins, Hameau Quévillon

 Voie de détresse sens Sud-Nord
- Avant giratoire
- Carrefour giratoire entre D901, Boulevard du Cotentin et Avenue des Prairies : Rond-point de Penesme : 
  - D901 : Cherbourg-Octeville, Sauxmarais-Zone d'Activités
  - Boulevard du Cotentin :  (Interdit aux poids lourds de + de 3,5 t) : Tourlaville-Place, Pont Marais, Le Becquet, Lande Saint-Gabriel, Espace de Loisirs de Collignon, Pôle Emploi
  - Avenue des Prairies :  (Interdit aux poids lourds de + de 3,5 t) : Tourlaville-Centre, Salle de l'Europe

Déviation Est de Tourlaville
- D63 (trois-quarts d'échangeur, sens Sud-Nord et vers le Sud) : La Glacerie-Village de la Verrerie, L'Églantine, Brequecal, Château des Ravalet
- D901 : Digosville, Saint-Pierre-Église, Aéroport de Cherbourg - Maupertus, Cimetière de Tourlaville

 Pente à 6 % sur 1 500 m
 Voie de détresse sens Sud-Nord
- D116 : Tourlaville, Bretteville-en-Saire, Le Becquet, Espace de Loisirs de Collignon

 Avant réduction à 1 voie, à 400 m
 Réduction à 1 voie
   Avant giratoire
- Carrefour giratoire entre Boulevard de la Manche et Boulevard de Collignon : Rond-point des Flamands :
  - Boulevard de la Manche :  (Interdits aux Poids Lourds de + de 3,5 t) : Tourlaville-Centre
  - Boulevard de Collignon : Port des Flamands, Collignon, Zone de mareyage Intechmer

Barreau des Flamands
  
 Réduction à 1 voie
   Avant giratoire, entrée dans Cherbourg-en-Cotentin.
- Carrefour giratoire entre Voie Portuaire, Rue Aristide-Briand et Rue du Fort des Flamands : Rond-point de la Pyrotechnie :
  - Voie Portuaire :   Cherbourg-Centre, Car Ferries, Port de Cherbourg
  - Rue Aristide-Briand : Tourlaville-Centre
  - Rue du Fort des Flamands : Zone Produimer, Saumon de France
  - Hangar 4

Fin de la rocade et de la N 13

## Projet d’extension au Sud-Ouest
Le projet d'une rocade sud-ouest est évoqué pour la première fois par la communauté urbaine de Cherbourg (disparue en 2016 au profit de la commune nouvelle de Cherbourg-en-Cotentin) en 1992 avec pour but d'améliorer l'accès à l'ouest de l'agglomération cherbourgeoise et plus largement à la péninsule de La Hague et son usine de retraitement de combustibles nucléaires.
En 1998 et en 2005, le projet est inscrit respectivement au sein du schéma directeur de la région de Cherbourg et au sein d'un programme d'études. En 2006 le meilleur tracé parmi quatre possibilités est choisi par le département avec un coût estimé entre 72,4 et 82,4 millions d'euros.
En 2012, le conseil départemental vote le projet avec un coût de 55 millions d'euros, mais, depuis cette date, le projet est à l'arrêt. En février 2018, l'ARSOC (Association Rocade Sud-Ouest de Cherbourg) tente de remédier à cela.